# Championnat de Colombie de football 1991
Navigation
Saison précédente Saison suivante
La saison 1991 du Championnat de Colombie de football est la quarante-quatrième édition du championnat de première division professionnelle en Colombie. Les quinze meilleures équipes du pays disputent le championnat qui se déroule en trois phases :
- le Tournoi Ouverture voit les équipes réparties en trois poules de cinq, puis en cinq poules de trois.
- lors du tournoi Clôture, les équipes sont regroupées au sein d'une poule unique où elles s'affrontent deux fois, à domicile et à l'extérieur. À l'issue de cette phase, il n'y a ni promotion, ni relégation.
- l'Octogonal est la phase finale comportant les huit meilleures équipes au classement cumulé des deux tournois. Elles sont réparties en deux poules de quatre et s'affrontent deux fois; les deux premiers se qualifient pour le Cuadrangular final. L'équipe terminant en tête est sacrée championne et se qualifie pour la prochaine édition de la Copa Libertadores en compagnie de son dauphin.

C'est l'Atlético Nacional qui remporte la compétition, après avoir terminé en tête du Cuadrangular, devant le tenant du titre, l'América de Cali et l'Atlético Junior. C'est le septième titre de champion de l'histoire du club.
S'il n'y a pas de relégation en fin de saison, un club sera promu en première division la saison prochaine et le système de promotion-relégation sera mise en place lors de la saison 1992.

## Les clubs participants
| - Independiente Santa Fe - CD Los Millonarios - Deportes Tolima - Atlético Bucaramanga - Once Caldas - Independiente Medellin - Unión Magdalena - Sporting de Barranquilla | - Atlético Nacional - Deportivo Pereira - América de Cali - Cucuta Deportivo - Deportes Quindio - Deportivo Cali - Atlético Junior |

## Compétition
Le barème utilisé pour établir l'ensemble des classements est le suivant :
- Victoire : 2 points
- Match nul : 1 point
- Défaite : 0 point

### Tournoi Ouverture
- Classement cumulé à l'issue des Pentagonales et Triangulares :

| Rang | Équipe                   | Pts | J  | G | N | P | Bp | Bc | Diff |
| ---- | ------------------------ | --- | -- | - | - | - | -- | -- | ---- |
| 1    | CD Los Millonarios       | 16  | 12 | 6 | 4 | 2 | 25 | 13 | +12  |
| 2    | Independiente Santa Fe   | 15  | 12 | 6 | 3 | 3 | 20 | 11 | +9   |
| 3    | Atlético Bucaramanga     | 15  | 12 | 5 | 5 | 2 | 20 | 13 | +7   |
| 4    | Independiente Medellin   | 14  | 12 | 5 | 4 | 3 | 14 | 10 | +4   |
| 5    | Atlético Junior          | 14  | 12 | 5 | 4 | 3 | 17 | 15 | +2   |
| 6    | Deportes Quindio         | 13  | 12 | 6 | 1 | 5 | 17 | 15 | +2   |
| 7    | Atlético Nacional        | 13  | 12 | 5 | 3 | 4 | 14 | 11 | +3   |
| 8    | Deportivo Cali           | 13  | 12 | 4 | 5 | 3 | 14 | 11 | +3   |
| 9    | Sporting de Barranquilla | 12  | 12 | 4 | 4 | 4 | 17 | 14 | +3   |
| 10   | Unión Magdalena          | 12  | 12 | 4 | 4 | 4 | 12 | 11 | +1   |
| 11   | Once Caldas              | 11  | 12 | 4 | 3 | 5 | 15 | 22 | -7   |
| 12   | América de CaliT         | 11  | 12 | 3 | 5 | 4 | 15 | 16 | -1   |
| 13   | Deportivo Pereira        | 10  | 12 | 3 | 4 | 5 | 10 | 12 | -2   |
| 14   | Deportes Tolima          | 6   | 12 | 2 | 2 | 8 | 9  | 26 | -17  |
| 15   | Cucuta Deportivo         | 5   | 12 | 1 | 3 | 8 | 11 | 30 | -19  |

|  | Équipe obtenant un bonus |

- Les quatre premiers du classement obtiennent respectivement 1, 0.75, 0.5 et 0.25 point de bonus.

### Tournoi Clôture
| Rang | Équipe                   | Pts | J  | G  | N  | P  | Bp | Bc | Diff |
| ---- | ------------------------ | --- | -- | -- | -- | -- | -- | -- | ---- |
| 1    | Atlético Junior          | 40  | 28 | 16 | 8  | 4  | 54 | 28 | +26  |
| 2    | Deportes Quindio         | 38  | 28 | 16 | 6  | 6  | 36 | 23 | +13  |
| 3    | América de CaliT         | 38  | 28 | 15 | 8  | 5  | 49 | 28 | +21  |
| 4    | Atlético Nacional        | 35  | 28 | 12 | 11 | 5  | 29 | 29 | 0    |
| 5    | CD Los Millonarios       | 33  | 28 | 11 | 11 | 6  | 38 | 30 | +8   |
| 6    | Independiente Medellin   | 32  | 28 | 11 | 10 | 7  | 40 | 31 | +9   |
| 7    | Independiente Santa Fe   | 31  | 28 | 13 | 5  | 10 | 43 | 42 | +1   |
| 8    | Atlético Bucaramanga     | 30  | 28 | 12 | 6  | 10 | 38 | 34 | +4   |
| 9    | Unión Magdalena          | 30  | 28 | 11 | 8  | 9  | 39 | 36 | +3   |
| 10   | Once Caldas              | 28  | 28 | 9  | 10 | 9  | 41 | 40 | +1   |
| 11   | Deportivo Cali           | 24  | 28 | 8  | 8  | 12 | 27 | 31 | -4   |
| 12   | Cucuta Deportivo         | 21  | 28 | 5  | 11 | 12 | 34 | 44 | -10  |
| 13   | Deportes Tolima          | 16  | 28 | 5  | 6  | 17 | 16 | 46 | -30  |
| 14   | Sporting de Barranquilla | 12  | 28 | 4  | 4  | 20 | 25 | 57 | -32  |
| 15   | Deportivo Pereira        | 12  | 28 | 3  | 6  | 19 | 18 | 44 | -26  |

|  | Équipe obtenant un bonus |

- Les quatre premiers du classement obtiennent respectivement 1, 0.75, 0.5 et 0.25 point de bonus.

### Classement cumulé
Un classement cumulé des résultats obtenus lors des tournois Ouverture et Clôture permet de désigner les huit clubs qualifiés pour la phase finale.
| Rang | Équipe                   | Pts | J  | G  | N  | P  | Bp | Bc | Diff |
| ---- | ------------------------ | --- | -- | -- | -- | -- | -- | -- | ---- |
| 1    | Atlético Junior          | 54  | 40 | 21 | 12 | 7  | 71 | 43 | +28  |
| 2    | Deportes Quindío         | 51  | 40 | 22 | 7  | 11 | 53 | 38 | +15  |
| 3    | América de CaliT         | 49  | 40 | 18 | 13 | 9  | 64 | 44 | +20  |
| 4    | CD Los Millonarios       | 49  | 40 | 17 | 15 | 8  | 63 | 43 | +20  |
| 5    | Atlético Nacional        | 48  | 40 | 17 | 14 | 9  | 59 | 40 | +19  |
| 6    | Independiente Santa Fe   | 46  | 40 | 19 | 8  | 13 | 63 | 53 | +10  |
| 7    | Independiente Medellín   | 46  | 40 | 16 | 14 | 10 | 54 | 41 | +13  |
| 8    | Atlético Bucaramanga     | 45  | 40 | 17 | 11 | 12 | 58 | 47 | +11  |
| 9    | Unión Magdalena          | 42  | 40 | 15 | 12 | 13 | 51 | 47 | +4   |
| 10   | Once Caldas              | 39  | 40 | 13 | 13 | 14 | 56 | 62 | -6   |
| 11   | Deportivo Cali           | 37  | 40 | 12 | 13 | 15 | 41 | 42 | -1   |
| 12   | Cúcuta Deportivo         | 26  | 40 | 6  | 14 | 20 | 45 | 74 | -29  |
| 13   | Sporting de Barranquilla | 24  | 40 | 8  | 8  | 24 | 42 | 71 | -29  |
| 14   | Deportes Tolima          | 22  | 40 | 7  | 8  | 25 | 25 | 72 | -47  |
| 15   | Deportivo Pereira        | 22  | 40 | 6  | 10 | 24 | 28 | 56 | -28  |

|  | Qualification pour la phase finale |

### Phase finale

#### Cuadrangulares semifinales
Groupe A :
| Rang | Équipe                 | Pts  | J | G | N | P | Bp | Bc | Diff |
| ---- | ---------------------- | ---- | - | - | - | - | -- | -- | ---- |
| 1    | Atlético Nacional      | 8.25 | 6 | 3 | 2 | 1 | 12 | 8  | +4   |
| 2    | Atlético Junior        | 8    | 6 | 3 | 1 | 2 | 12 | 10 | +2   |
| 3    | CD Los Millonarios     | 7    | 6 | 2 | 2 | 2 | 9  | 11 | -2   |
| 4    | Independiente Medellin | 5    | 6 | 2 | 1 | 3 | 7  | 7  | 0    |

|  | Qualification pour le Cuadrangular final |

Groupe B :
| Rang | Équipe                 | Pts  | J | G | N | P | Bp | Bc | Diff |
| ---- | ---------------------- | ---- | - | - | - | - | -- | -- | ---- |
| 1    | América de CaliT       | 8.5  | 6 | 4 | 0 | 2 | 10 | 8  | +2   |
| 2    | Independiente Santa Fe | 7.75 | 6 | 3 | 1 | 2 | 9  | 8  | +1   |
| 3    | Deportes Quindio       | 5.75 | 6 | 2 | 1 | 3 | 9  | 10 | -1   |
| 4    | Atlético Bucaramanga   | 4.50 | 6 | 1 | 2 | 3 | 6  | 8  | -2   |

|  | Qualification pour le Cuadrangular final |

#### Cuadrangular final
| Rang | Équipe                 | Pts   | J | G | N | P | Bp | Bc | Diff |
| ---- | ---------------------- | ----- | - | - | - | - | -- | -- | ---- |
| 1    | Atlético Nacional      | 10.25 | 6 | 4 | 2 | 0 | 8  | 3  | +5   |
| 2    | América de CaliT       | 7.5   | 6 | 3 | 1 | 2 | 12 | 7  | +5   |
| 3    | Atlético Junior        | 6     | 6 | 2 | 1 | 3 | 10 | 9  | +1   |
| 4    | Independiente Santa Fe | 2.75  | 6 | 1 | 0 | 5 | 4  | 15 | -11  |

|  | Qualification pour la Copa Libertadores 1992 |
|  | Qualification pour la Copa CONMEBOL 1992     |

## Bilan de la saison
| Championnat de Colombie de football 1991 |                              |
| Champion                                 | Atlético Nacional (0e titre) |
| Qualifications continentales             |                              |
| Copa Libertadores 1992                   | Atlético Nacional            |
| Copa Libertadores 1992                   | América de Cali              |
| Copa CONMEBOL 1992                       | Atlético Junior              |
| Promotions et relégations                |                              |
| Promus en Primera A                      | Envigado FC                  |
| Relégués en Primera B                    | Aucun                        |